# Судмалис, Эмил
Эмил(с) Судмалис (латыш. Emīls Sudmalis; 18 сентября 1897, Курляндская губерния, Российской империи — 28 августа 1964, Рига, Латвийская ССР) — латвийский политический и общественный деятель.

## Биография
Родился в крестьянской семье в Айзвикской волости Газенпотского уезда Курляндской губернии.
Участник революционного движения. Член Коммунистической партии Латвии с 1930 года.
В 1931 году был избран депутатом Четвертого Сейма Латвии. Представитель рабоче-крестьянского списка компартии, Э. Судмалис стал руководителем фракции КПЛ и заместителем председателя Сейма.
В результате гонений со стороны властей и во избежания ареста, в 1932 году бежал в СССР. Вернулся в Ригу в 1954 году.
Автор книги воспоминаний «Es iegāju pulkā» (1971).
Похоронен на кладбище Райниса в Риге.

## Источник
- «Emīls Sudmalis». Cīņa. 1964. 30. augustā.